# Унутрашње језгро Земље
Унутрашње језгро (барисфера) се простире на дубини између 5.100-6.371 км, и налази се у специфичном чврстом стању имајући у виду чињеницу да тела у течном стању изложена високим температурама и притисцима - прелазе у чврсту материју.
Земљино језгро је средишњи део Земљине унутрашњости које је изграђено од течног спољног дела и чврстог унутрашњег дела. На основу астрономских података (метеора) закључило се да је језгро метално и то највећим делом гвожђевито, док су никл и неметали кисеоник, силицијум и сумпор незнатно присутни.
Кроз језгро пролазе само примарни сеизмички таласи. Секундарни сеизмички таласи (који се од примарних разликују и по томе што не пролазе кроз течну материју) не пролазе кроз језгро што се види по зони сенке која је знатно већа од зоне сенке примарних таласа.
Гвоздено језгро Земље у ствари има форму кристала, а окружује га врела течност, тврде научници. Ново мерење извршено је помоћу X-зрака, којима су бомбардовани узорци гвожђа подвргнути огромним притисцима, како би се испитао начин формирања и топљења кристала гвожђа.
Не постоје узорци Земљиног језгра који су доступни за директно мерење, као што постоје за Земљин омотач. Информације о Земљином језгру углавном потичу из анализе сеизмичких таласа и Земљиног магнетног поља. Верује се да је унутрашње језгро састављено од легуре гвожђа и никла са неким другим елементима. Температура на површини унутрашњег језгра се процењује на приближно 5.700 K (5.430 °C; 9.800 °F), што је отприлике температура на површини Сунца.

## Научна историја
Дански сеизмолог Инге Леман је открио да Земља има чврсто унутрашње језгро различито од њеног растопљеног спољашњег језгра 1936. године. Она је извела закључак о његовом присуству проучавајући сеизмограме земљотреса на Новом Зеланду. Она је приметила да се сеизмички таласи одбијају од границе унутрашњег језгра и да се могу детектовати осетљивим сеизмографима на површини Земље. Инге је закључила да унутрашње језгро има радијус од 1400 km, што није далеко од тренутно прихваћене вредности од 1221 km. Године 1938, Бено Гутенберг и Чарлс Рихтер анализирали су обимнији скуп података и проценили дебљину спољашњег језгра на 1950 km са стрмим, али континуираним прелазом дебљине 300 km у унутрашње језгро; што подразумева радијус између 1230 и 1530 km за унутрашње језгро.‍:p.372
Неколико година касније, 1940. године, постојала је хипотеза да је ово унутрашње језгро направљено од чврстог гвожђа. Године 1952. Френсис Бирч је објавио детаљну анализу доступних података и закључио да је унутрашње језгро вероватно кристално гвожђе.
Граница између унутрашњег и спољашњег језгра се понекад назива „Леманов дисконтинуитет“, иако се назив обично односи на један други дисконтинуитет. Предложено је име „Булен“ или „Леман-Буленов дисконтинуитет“, по Киту Едварду Булену, али се чини да је његова употреба ретка. Крутост унутрашњег језгра потврђена је 1971. године.
Адам Џиевонски и Џејмс Фриман Гилберт су установили да су мерења нормалних облика вибрација Земље изазваних великим земљотресима у складу са течним спољним језгром. Године 2005, откривени су смичући таласи који пролазе кроз унутрашње језгро; ове тврдње су у почетку биле контроверзне, али сада добијају прихватање.

## Физичка својства

### Брзина сеизмичког таласа
Брзина С таласа у језгру глатко варира од око 3,7 km/s у центру до око 3,5 km/s на површини. То је знатно мање од брзине С таласа у доњој кори (око 4,5 km/s) и мање од половине брзине у дубоком омотачу, непосредно изнад спољашњег језгра (око 7,3 km/s).‍:fig.2
Брзина П-таласа у језгру такође глатко варира кроз унутрашње језгро, од око 11,4 km/s у центру до око 11,1 km/s на површини. Затим брзина нагло опада на граници унутрашње-спољашње језгрo на око 10,4 km/s.‍:fig.2

### Величина и облик
На основу сеизмичких података, процењује се да унутрашње језгро има око 1221 km у радијусу (2442 km у пречнику), што је око 19% полупречника Земље и 70% полупречника Месеца.
Његова запремина је око 7,6 милијарди кубних km (7.6 × 1018 m³), што је око 1⁄140 (0,7%) запремине целе Земље.
Верује се да је његов облик близак спутаном елипсоиду окретања, попут површине Земље, само што је сферичнији: процењено је да је спљоштење f између 1⁄400 и 1⁄416;‍:f.2 што значи да је радијус дуж Земљине осе процењен на око 3 km краћи од полупречника на екватору. У поређењу с тим, спљоштеност Земље у целини је близу 1⁄300, а поларни полупречник је 21 km краћи од екваторијалног.

### Притисак и гравитација
Притисак у унутрашњем језгру Земље је нешто већи него што је на граници између спољашњег и унутрашњег језгра: креће се од око 330 до 360 GPa (3.300.000 до 3.600.000 атм).
Убрзање гравитације на површини унутрашњег језгра може се израчунати да је 4,3 m/s2; што је мање од половине вредности на површини Земље (9,8 m/s2).

### Густина и маса
Верује се да густина унутрашњег језгра глатко варира од око 13,0&nbsp;kg/L (= g/cm³ = t/m³) у центру до око 12,8  на површини. Као што се дешава са другим особинама материјала, густина на тој површини нагло опада: верује се да је течност непосредно изнад унутрашњег језгра знатно мање густоће, око 12,1 kg/L. Поређења ради, просечна густина у горњих 100 km Земље је око 3,4 kg/L.
Та густина подразумева масу од око 1023 kg за унутрашње језгро, што је 1⁄60 (1,7%) масе целе Земље.

### Температура
Температура унутрашњег језгра може се проценити из температуре топљења нечистог гвожђа при притиску под којим се гвожђе налази на граници унутрашњег језгра (око 330 ). Из ових разматрања, 2002. Д. Алфе и други су проценили његову температуру на између 5.400 K (5.100 °C; 9.300 °F) и 5.700 K (5.400 °C; 9.800 °F). Међутим, 2013. С. Анзелини и други су експериментално добили знатно вишу температуру за тачку топљења гвожђа, 6230 ± 500 K.
Гвожђе може бити чврсто на тако високим температурама само зато што се његова температура топљења драматично повећава при притисцима те величине (видети Клаузијус-Клапејронову релацију).